# Joseph Alphonsus Bernard
Joseph Alphonsus Bernard (* 27. März 1881 in Tignish, Prince Edward Island; † 7. September 1962 in Charlottetown, Prince Edward Island) war ein kanadischer Unternehmer. Von 1945 bis 1950 war er Vizegouverneur der Provinz Prince Edward Island.
Der Akadier Bernard, Enkel des Unterhaus-Abgeordneten Stanislaus Francis Perry, erhielt eine Ausbildung an einer Handelsschule. Er leitete das familieneigene Unternehmen Morris, Bernard and Co., außerdem war er als Präsident der Handelskammer von Tignish und als Rekrutierungsoffizier tätig. Als Mitglied der Prince Edward Island Liberal Party trat er 1943 mit Erfolg bei den Wahlen zur Legislativversammlung an. Abgeordneter blieb Bernard nur zwei Jahre lang, denn Generalgouverneur Lord Athlone vereidigte ihn am 30. Mai 1945 als Vizegouverneur von Prince Edward Island. Dieses repräsentative Amt übte er bis zum 4. Oktober 1950 aus.